# Cassinga
Cassinga  es una comuna perteneciente al  municipio de Jamba (Concelho de Jamba) de la  Provincia de Huíla,  en  el interior de Angola.

## Importancia de la localidad
La comuna fue un centro minero de hierro y en menor medida de oro durante la colonización portuguesa. Así, en 1957 se funda la Companhia Mineira do Lobito con objeto de explotar las minas de hierro de Jamba,  Cassinga y Txamutete. Posteriormente la explotación se cede a la brasileña Krupp y más tarde como consecuencia de la guerra civil angolana las minas fueron abandonadas.
Durante la Guerra de la Frontera de Sudáfrica Cassinga fue sede de un importante centro de SWAPO. Según el CICR era un centro de refugiados que huían de la guerra en Namibia y también una base de reclutamiento y entrenamiento de tropas.
En el siglo XXI una empresa japonesa ha propuesto reabrir la línea férrea para continuar la explotación de las minas.

### La matanza de Cassinga
El  4 de mayo de 1978   las Fuerzas de Defensa de Sudáfrica helitransportadas de los Recces llegan a la base de SWAPO en Cassinga y realizan un fuerte ataque. La base era para los sudafricanos un centro logístico de SWAPO y para los namibios un campo de refugiados, según el CICR era ambos cosas al tiempo. Localizaron el campamento y enviaron varias unidades de los Recces que saltaron en paracaídas sobre la posición, comenzando la primera de una serie de operaciones en el interior de Angola; sin embargo también se le atribuye su ejecución al Batallón de los Búfalos.
La intervención fue más peligrosa de lo que suponían los sudafricanos porque a pocos kilómetros de Cassinga estaba acantonado un contingente cubano del que no tenían constancia. Finalmente los Recces destruyeron el campamento y tomaron un millar de prisiones; pero la intervención resultó una matanza que empequeñece a la de los estadounidenses en My Lai. La fuerza de élite sudafricana se ensañó con la población civil, matando a más de 600 refugiados, incluidos mujeres, niños y ancianos incapaces de defenderse.
Las fuerzas cubanas dislocadas en Chamutete acudieron en auxilio de los refugiados. A pesar de sufrir 16 muertos y más de 70 heridos por los ataques aéreos y emboscadas de las fuerzas sudafricanas lograron llegar al lugar al caer la noche, para ayudar a los sobrevivientes.
Muchos de los niños huérfanos serían enviados a curarse y estudiar a Cuba. Luego, años más tarde, regresarían ya formados como profesionales, a una Namibia ya independiente.
Desde entonces Namibia conmemora todos los años el día como símbolo de su lucha por la independencia.